# Среднеднепровская культура
Среднеднепро́вская культу́ра — археологическая культура раннего и среднего бронзового века в Среднем Поднепровье (нынешние юго-восток Белоруссии, юго-запад европейской России и север Украины). Является ветвью культуры шнуровой керамики на её восточной границе.
Имеет ранний (XXIV—XXI века до н. э.) и поздний (XXI—XV века до н. э.) этапы. Выделена советским археологом В. А. Городцовым в 1927 году. Центр её находился в среднем течении Днепра. Наиболее ранние поселения выявлены в Киевской и Черкасской областях.
Население среднеднепровской культуры занималось скотоводством, земледелием, охотой, рыболовством. Жило на поселениях в наземных жилищах столбовой конструкции с очагами, изготовляло кремнёвые, каменные и бронзовые орудия труда и оружие, металлические, костяные и янтарные украшения, керамическую посуду, преимущественно плоскодонные горшки шаровидной формы.
Общественный строй патриархально-родовой с признаками имущественного неравенства. Характерны господство культа солнца и огня, вера в загробную жизнь.
Захоронения проводились в курганах, с положением костяка на левом или на правом боку с согнутыми ногами; некоторые из них использовались ещё со времени ямной культуры. В захоронениях обнаружена керамика и каменные топоры. В северной части ареала среднеднепровской культуры отмечены случаи кремации. На позднем этапе среднеднепровской культуры распространился обряд погребений в грунтовых могилах, одновременно существовали обряды трупоположения и трупосожжения.
В Белоруссии наиболее исследованы памятники Ксендзова Гора, Лучин, Ходосовичи, Стрелица, Себровичи.
Существуют различные гипотезы происхождения среднеднепровской культуры. А. Я. Брюсов происхождение всех «культур боевых топоров» связывает с катакомбной культурой. По мнению других исследователей, источники формирования среднеднепровской культуры следует искать в северных районах Среднего Поднепровья, формировании её на основе ямной культуры. В дальнейшем её развите проходило во взаимодействии с катакомбной и волынской мегалитическими культурами, и культорой позднего триполья.
В рамках курганной гипотезы Марии Гимбутас среднеднепровская культура считалась главным источником вторжения индоевропейцев в Северную и Центральную Европу.

## Галерея

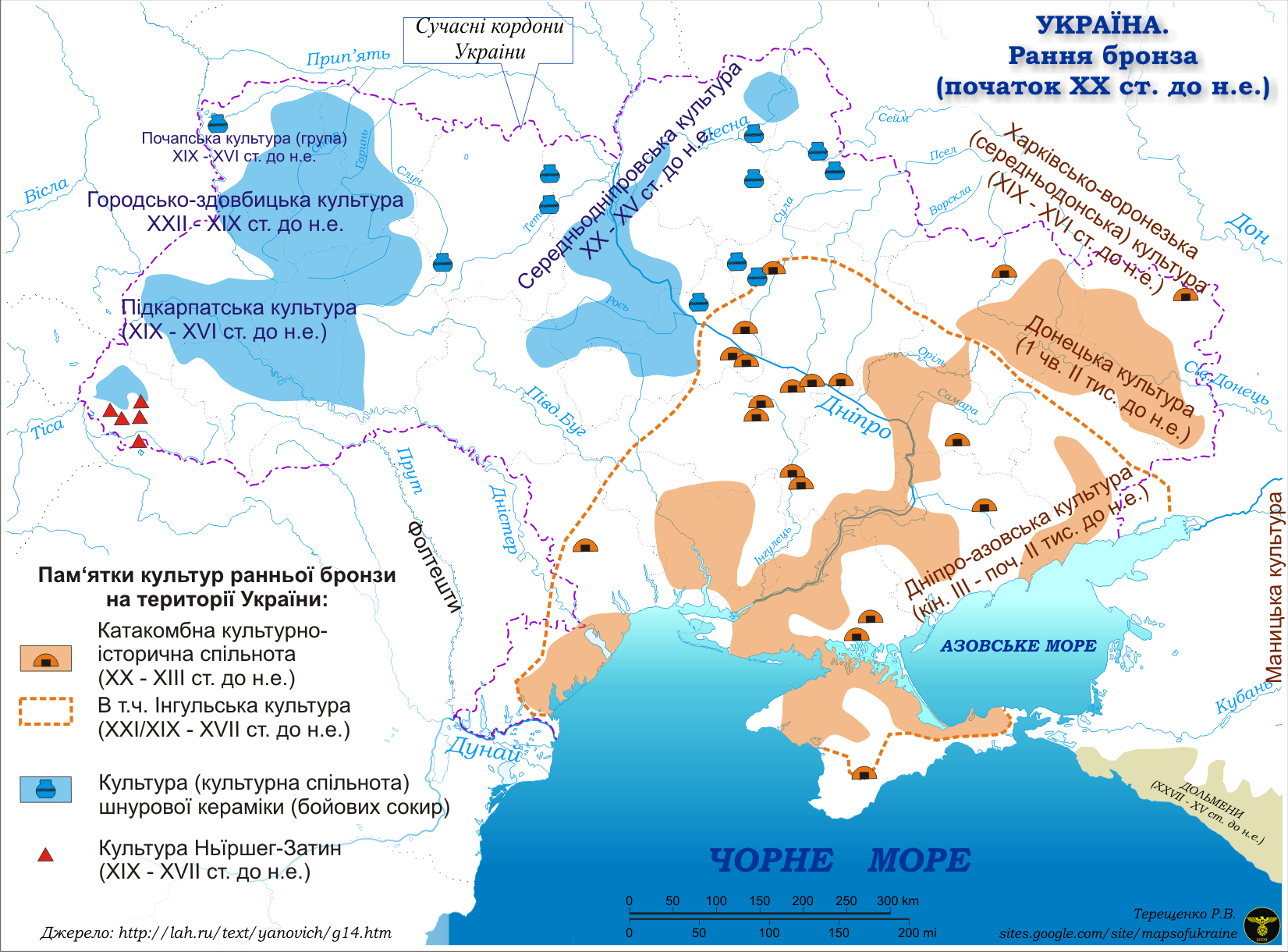
Среднеднепровская культура в XX вв. до н.э.
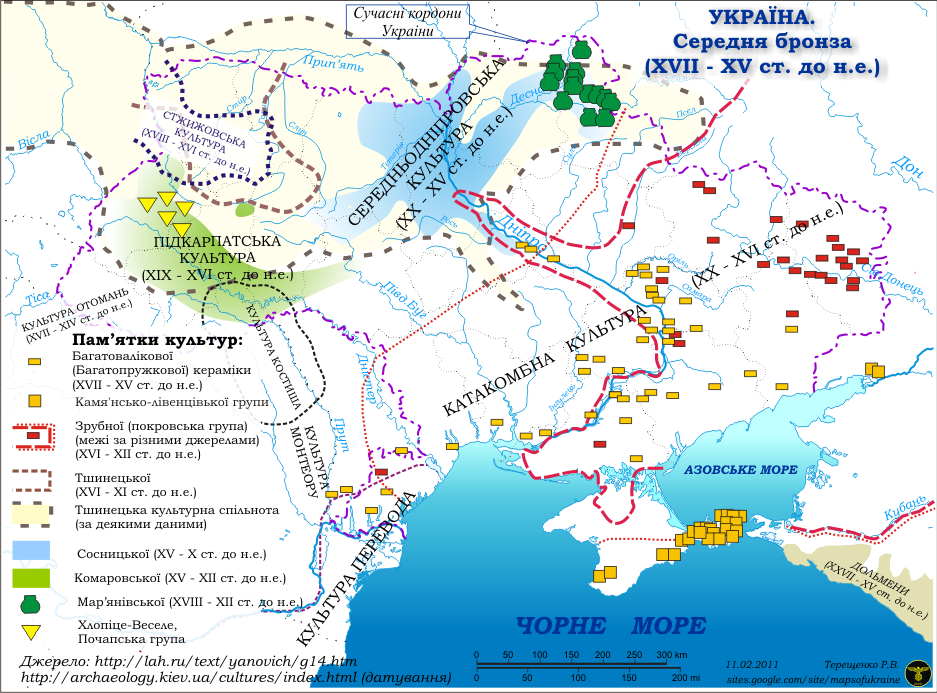
Среднеднепровская культура в XVII-XV вв. до н.э.